# Catocala anthracitaria
Catocala anthracitaria är en fjärilsart som beskrevs av Thierry-mieg 1889. Catocala anthracitaria ingår i släktet Catocala och familjen nattflyn. Inga underarter finns listade i Catalogue of Life.